# Чишма (Буздяцький район)
Чишма́ (рос. Чишма, башк. Шишмә) — присілок у складі Буздяцького району Башкортостану, Росія. Входить до складу Кузеєвської сільської ради.
Населення — 134 особи (2010; 157 у 2002).
Національний склад:
- башкири — 78 %